# Pero Alexander
Pero Alexander (* 6. April 1921 in Stuttgart; gebürtig Hans Eduard Pfingstler; † 2011 in München) war ein deutscher Schauspieler.

## Leben
Der Sohn eines Regierungsrats kehrte nach seinem Kriegsdienst in seine Heimatstadt Stuttgart zurück, wo er von Rudolf Fernau Schauspielunterricht erhielt. 1947 wurde Pfingstler unter seinem eigentlichen Namen vom Stuttgarter Theater der Jugend verpflichtet, anschließend wechselte er bis 1950 an Spielstätten in München (Lustspielhaus, Schaubude, Atelier-Theater).
1951 wurde Pfingstler zum Film geholt und trat seitdem unter dem Künstlernamen Pero Alexander auf. In den kommenden zehn Jahren spielte Alexander tragende Neben- und einige Hauptrollen in künstlerisch nicht allzu ambitionierten Unterhaltungsfilmen. Seit den frühen 60er Jahren trat er kaum mehr in Erscheinung. Seine letzten Lebensjahre verbrachte er in München, wo er im Jahre 2011 in seinem 90. Lebensjahr verstarb.

## Filmografie
- 1952: Straße zur Heimat
- 1952: Wetterleuchten am Dachstein
- 1953: Maria Johanna
- 1953: Einmal kehr’ ich wieder
- 1954: Sonne über der Adria
- 1954: Mannequins für Rio
- 1955: Mädchen ohne Grenzen
- 1955: Wenn der Vater mit dem Sohne
- 1957: Sag es mit Musik (Quiéreme con musica)
- 1957: Das Schloß in Tirol
- 1957: Vater, unser bestes Stück
- 1958: Vater, Mutter und neun Kinder
- 1959: Das Nachtlokal zum Silbermond
- 1960: Orientalische Nächte
- 1960: Hohe Tannen (Köhlerliesel)
- 1961: Das Mädchen auf dem Titelblatt
- 1961: Treibjagd auf ein Leben
- 1966: Spiel um Schmuck (Fernsehserie)